# Stanisław Paczka
Stanisław Paczka (Kuków, 16 settembre 1945 – Berchtesgaden, 1º febbraio 1969) è stato uno slittinista polacco.

## Biografia
Iniziò a gareggiare per la nazionale polacca nelle varie categorie giovanili sia nella specialità del singolo sia in quella del doppio, senza però ottenere risultati di particolare rilievo.
Prese parte ad una edizione dei Giochi olimpici invernali, a Grenoble 1968, occasione in cui disputò la prova del doppio concludendo la gara al nono posto in coppia con Lucjan Kudzia.
Prese parte altresì ai campionati mondiali di Davos 1965 dove giunse in settima posizione nel singolo, nonché alla rassegna continentale di Weißenbach 1962 in cui si piazzò dodicesimo sia nella prova individuale sia in quella biposto insieme a Stanisław Kafel.
A livello nazionale conquistò un titolo polacco nel doppio nel 1968 insieme a Lucjan Kudzia ed in altre tre occasioni vinse la medaglia d'argento; a queste medaglie inoltre si aggiungono i cinque campionati nazionali conquistati nella categoria junior.
Morì nel corso della rassegna iridata di Schönau am Königssee 1969 a causa di un incidente occorsogli sulla pista tedesca: fu sbalzato fuori dal tracciato mentre partecipava alla gara del singolo finendo la sua corsa contro un albero, la violenza dell'impatto fu tale che riportò un grave trauma cranico ed altre fratture e nonostante il trasporto al più vicino ospedale l'atleta spirò poco dopo il ricovero. In segno di lutto l'intera squadra polacca presente ai campionati mondiali si ritirò dalla competizione ed il giorno del funerale si presentò anche l'austriaco Josef Feistmantl, che consegnò ai familiari la medaglia d'oro conquistata proprio in quella stessa gara di Königssee.

## Palmarès

### Campionati polacchi
- 4 medaglie:
  - 1 oro (doppio nel 1968);
  - 3 argenti (singolo nel 1963; doppio nel 1965; doppio nel 1966).

### Campionati polacchi juniores
- 5 medaglie:
  - 5 ori (singolo, doppio nel 1961; singolo, doppio nel 1962; doppio nel 1963).